# Erlöserkapelle (Biburg)
Die Erlöserkapelle ist eine kleine Kapelle in Biburg im niederbayerischen Landkreis Kelheim. Sie wurde von dem Künstler Angerer dem Älteren als Gesamtkunstwerk aus Architektur, Bildhauerei und Malerei konzipiert. Die Kapelle wurde ab 1996 erbaut. Im Jahr 2000 wurde die Erlöserkapelle ökumenisch feierlich mit vier Bischöfen unterschiedlicher Konfessionen eingeweiht. Dies soll den überkonfessionellen Charakter der Kirchenbaus zum Ausdruck bringen. Joseph Kardinal Ratzinger, damals Präfekt der Glaubenskongregation in Rom, verfasste ein handschriftliches Grußwort zur Weihe der Kapelle.
Eine architektonische Besonderheit ist eine schräge Röhre ins Licht, die von einem Bleiglasfenster in einer kleinen Kuppel abgeschlossen wird und dem Betrachter eine kosmische spirituelle Erfahrung näherbringen soll. Vor allem an schönen Sonnentagen ist um die Mittagszeit das Licht im Inneren der Kapelle besonders eindrucksvoll. Das rundbogige verglaste Portal auf der Nordseite verfügt über ein schmiedeeisernes Gitter, das goldfarben hervorgehobenes Kreuz ziert. Es wird von zwei in Stein gehauenen Posaunenengeln flankiert, welche sich am Übergang zu dem Satteldach befinden.

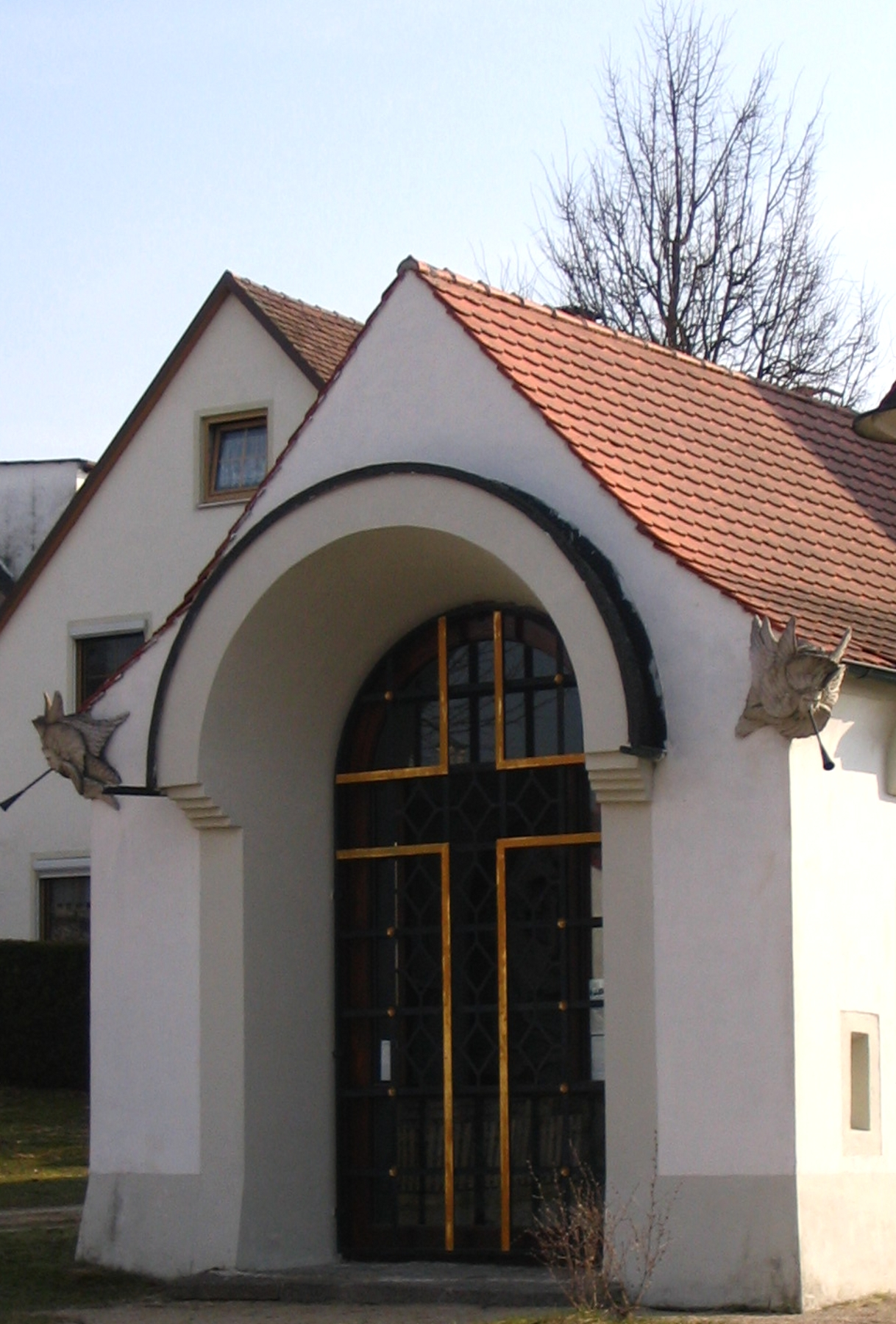
Außenansicht der Erlöserkapelle
Blick in die bleiverglaste Lichtröhre